# Alexis Tsipras 1. regering
Alexis Tsipras' 1. regering  tiltrådte 27. januar 2015 som regering i Grækenland, efter valget 25 januar. Den er dannet af de to partier SYRIZA og ANEL, og består af medlemmer fra disse to partier samt ministre uden partitilknytning. Den har 41 medlemmer.
| Alexis Tsipras' 1. regering | Alexis Tsipras' 1. regering             | Alexis Tsipras' 1. regering | Alexis Tsipras' 1. regering | Alexis Tsipras' 1. regering |         |
| Navn                        | Post                                    | Parti                       | Uddannelse                  | Hjemsted                    | Billede |
| --------------------------- | --------------------------------------- | --------------------------- | --------------------------- | --------------------------- | ------- |
| Alexis Tsipras              | Premierminister                         | SYRIZA                      | Ingeniør                    | Athen                       |         |
| Giannis Dragasakis          | Vicepremierminister                     | SYRIZA                      | Økonom                      | Athen                       |         |
| George Stathakis            | Finans, skibsfart, turisme              | SYRIZA                      | Politisk økonomi            | Kreta                       |         |
| Thodoris Dritsas            | Skibsfart, Ægæerhavet                   | SYRIZA                      | Jura                        |                             |         |
| Elena Kountoura             | Viceturistminister                      | ANEL                        | Atletik                     |                             |         |
| Christos Spirtzis           | Viceminister for infrastruktur          | UP                          | Økonom                      |                             |         |
| Nikos Voutsis               | Indenrigs og administrative reformer    | SYRIZA                      | Ingeniør                    |                             |         |
| Giannis Panousis            | Viceminister for borgersikkerhed        | UP                          | Jura                        | Athen                       |         |
| Giorgos Katrougalos         | Vicendenrigs og administrative reformer | UP                          | Jura                        |                             |         |
| Tasia Christodoulopoulou    | Indvandring                             | SYRIZA                      | Jura                        |                             |         |
| Maria Kollias Tsaroucha     | Makedonien og Thrakien                  | ANEL                        |                             | Serres                      |         |
| Giannis Varoufakis          | Finansminister                          | SYRIZA                      | Økonomisk teori             | Athen                       |         |
| Nadia Valavani              | Vicefinansminister                      | SYRIZA                      |                             |                             |         |
| Dimitris Mardas             | Vicefinansminister                      | UP                          | Økonomi                     | Istanbul                    |         |
| Panagiotis Lafazanis        | Industri, Miljø, Energi                 | SYRIZA                      | Matematiker                 | Eleusis                     |         |
| Giannis Tsironis            | Viceminister Industri, Miljø, Energi    | SYRIZA                      | Økonom                      | Athen                       |         |
| Vangelis Apostolou          | Viceminister Industri, Miljø, Energi    | SYRIZA                      |                             | Eubøa                       |         |
| Panagiotis Sgouridis        | Viceminister landdistrikter             | UP                          |                             | Xanthi                      |         |
| Aristidis Baltas            | Undervisningsminister                   | SYRIZA                      | Videnskabsteoretiker        | Korfu                       |         |
| Tasos Kourakis              | Viceundervisningsminister               | SYRIZA                      | Medicin                     | Thessaloniki                |         |
| Nikos Xydakis               | Vicekulturminister                      | SYRIZA                      | Tandlæge                    | Piræus                      |         |
| Kostas Fotakis              | Viceminister forskning og innovation    | UP                          |                             |                             |         |
| Stavros Kontonis            | Vicesportsminister                      | SYRIZA                      | Advokat                     | Zakynthos                   |         |
| Panos Skourletis            | Arbejds- og socialminister              | SYRIZA                      | Økonom                      | Athen                       |         |
| Theano Fotiou               | Vicearbejds- og socialminister          | SYRIZA                      | Arkitekt                    |                             |         |
| Rania Antonopoulos          | Vicearbejds- og socialminister          | UP                          | Økonom                      |                             |         |
| Panagiotis Kouroublis       | Sundhedsminister                        | SYRIZA                      |                             |                             |         |
| Andreas Xanthos             | Vicearbejds- og socialminister          | SYRIZA                      | Arkitekt                    |                             |         |
| Dimitris Stratoulis         | Vicesundhedsminister                    | SYRIZA                      |                             |                             |         |
| Nikos Kotzias               | Udenrigsminister                        | UP                          | Politolog                   | Piræus                      |         |
| Nikos Choundis              | Viceudenrigsminister                    | SYRIZA                      |                             | Lagadia                     |         |
| Euklides Tsakalotos         | Viceminister for udenrigsøkonomi        | SYRIZA                      | Økonom                      | Rotterdam                   |         |
| Panos Kammenos              | Forsvarsminister                        | ANEL                        | Økonomi, psykologi          | Athen                       |         |
| Kostas Isichos              | Viceforsvarsminister                    | SYRIZA                      | Økonomi, politologi         | Canada                      |         |
| Nikos Tsokas                | Viceforsvarsminister                    | UP                          | Officer                     |                             |         |
| Nikos Paraskevopoulos       | Justitsminister, Menneskerettigheder    | UP                          | Jura                        | Thessaloniki                |         |
| Nikos Pappas                | Statssekretær                           | UP                          |                             |                             |         |
| Panagiotis Nikoloudis       | Minister for gennemsigtighed            | ANEL                        | Statsanklager               | Mani                        |         |
| Alekos Flabouraris          | Samordningsminister                     | UP                          |                             |                             |         |
| Terence Quick               | Vicestatssekretær                       | UP                          | Nyhedsvært TV               | Athen                       |         |
| Gavriil Sakellaridis        | Regeringstalsmand                       | Syriza                      | Statsanklager               | Mani                        |         |